# 검단선사박물관
검단선사박물관(黔丹先史博物館)은 인천광역시 서구 원당동에 있는 역사 박물관으로 인천광역시립박물관 분관이다. 같은 분관으로 송암미술관, 한국이민사박물관, 인천도시역사관이 있다. 

## 연혁
- 2008. 11. 27. 검단선사박물관 개관